# Lizzie Fletcher
Elizabeth Ann "Lizzie" Fletcher, född Pannill 13 februari 1975 i Houston i Texas, är en amerikansk politiker (demokrat). Hon är ledamot av USA:s representanthus sedan 2019.
I mellanårsvalet i USA 2018 besegrade Fletcher sittande kongressledamoten John Culberson.